# بخش برلین (شهرستان دلاور، اوهایو)
بخش برلین (به انگلیسی: Berlin Township) یک منطقهٔ مسکونی در ایالات متحده آمریکا است که در شهرستان دلاویر، اوهایو واقع شده‌است.
 بخش برلین ۶۵٫۸ کیلومتر مربع مساحت و ۶٬۴۹۸ نفر جمعیت دارد و ۲۸۸ متر بالاتر از سطح دریا واقع شده‌است.